# Anestīs Agritīs
Anestīs Agritīs (in greco Ανέστης Αγρίτης?; Mitilene, 16 aprile 1981) è un ex calciatore greco, di ruolo attaccante.

## Palmarès

### Club

#### Competizioni nazionali
- Beta Ethniki: 1

Egaleo: 2000-2001